# HMS Cossack
HMS Cossack var en britisk destroyer af Tribal-klassen. Den kendes mest for at have bordet det tyske skib Altmark og befriet 300 britiske fanger i Jøssingfjorden i Norge den 16. februar 1940.
Efter Altmark-affæren tog Cossack del i det andet slag om Narvik, samt jagten og sænkingen af Bismarck.
Den 21. oktober 1941 blev Cossack ramt af en torpedo fra den tyske ubåd U-563, mens det eskorterede en konvoj fra Gibraltar til Storbritannien. Man forsøgte herefter at bringe skibet tilbage til Gibraltar for reparation, men på grund af dårligt vejr mislykkedes det og Cossack sank den 27. oktober. Et mandskab på 159 personer omkom.
35°56′00″N 10°04′00″V / 35.933333333333°N 10.066666666667°V